# Niilo Halonen
Kalle Niilo Halonen (Kouvola, 25 dicembre 1940 – 17 agosto 2025) è stato un saltatore con gli sci finlandese.

## Palmarès

### Olimpiadi invernali
- Argento a Squaw Valley 1960 nel salto con gli sci.

### Mondiali
- Bronzo a Zakopane 1962 nel salto con gli sci.